# PASSO BEM SOLTO
PASSO BEM SOLTO（パッソ ベム ソルト）は、イタリアのファンクプロデューサーATLXSの曲である。2025年2月18日にシングルとしてリリースされ、国際的にチャート入りした。

## 背景
「Passo Bem Solto」は、直訳すると「ゆったりとした歩み」という意味である。